# Águia de Ouro (Rússia)
A Águia de Ouro (em russo: премия Золотой Орёл) é uma premiação cinematográfica concedida pela Academia Nacional de Artes e Ciências Cinematográficas da Rússia para reconhecer a excelência de profissionais da indústria cinematográfica. É considerada uma das cerimônias de premiação mais proeminentes na Rússia, ao lado do prêmio Nika.
Fundada em 4 de março de 2002 e inaugurada em 26 de junho do mesmo ano, a Águia de Ouro surgiu como contrapeso ao Nika. Em 20 de setembro de 2002, o anúncio dos primeiros nomeados teve lugar numa conferência de imprensa no Sindicato dos Cinematógrafos. No entanto, a cerimônia, marcada para 27 de setembro, foi adiada em decorrência do falecimento de Sergei Bodrov Jr. e sua equipe de filmagem num deslizamento de pedras e gelo no monte Monte Kazbek na Cordilheira do Cáucaso. Por conseguinte, a primeira cerimônia foi realizada em 25 de janeiro de 2003.